# Varacosa
Varacosa là một chi nhện trong họ Lycosidae.